# Tjeburasjka (film fra 2023)
Tjeburasjka (russisk: Чебурашка) er en russisk live-action familiefilm fra 2023 instrueret af Dmitrij Djatjenko. Filmen er baseret på Eduard Uspenskijs børnebog "Krokodillen Gena og hans venner" fra 1960'erne og den sovjetiske film Tjeburasjka fra 1971 og karakterene Gena og Tjeburasjka. I filmen medvirker Olga Kuzemina som Tjeburasjka.
Filmen havde premiere i Rusland den 1. januar 2023. Filmen indspillede mere end 225 millioner rubler på premieredagen og 837 millioner rubler de første tre dage. Filmen opnåede en omsætning på over 5 mia. rubler, og indspillede således mere end Avatar, der indtil da var den film, der havde indspillet mest i Rusland.

## Medvirkende
- Sergej Garmasj som Gena
- Olga Kuzmina som Tjeburasjka
- Polina Maksimova
- Fjodor Dobronravov
- Sergej Lavýgin
- Jelena Jakovleva
- Dmitrij Lýsenkov